# 馬扎爾卡
49°10′1″N 35°35′53″E / 49.16694°N 35.59806°E
馬扎爾卡（烏克蘭語：Мажарка），是烏克蘭東部的村莊，隸屬哈爾科夫州的別列斯京區。該村始建於1859年，面積3.34平方公里，海拔高度144米，2001年人口806，人口密度每平方公里241.2人。